# Jonathan Camargo
Pour les articles homonymes, voir Camargo.
Camargo  Mendoza est un nom espagnol. Le premier nom de famille, en général paternel, est Camargo ; le second, en général maternel, souvent omis, est Mendoza.
Jonathan Alexis Camargo Mendoza, né le 31 juillet 1988, est un coureur cycliste vénézuélien. Son petit frère Nelson est également coureur cycliste.

## Biographie
En mai 2016, il est révélé qu'il a été contrôlé positif à l'EPO CERA le 26 mars 2016, lors d'une course amateur, le Grand Prix de la CANBT,. Il est suspendu deux ans jusqu'au 18 mai 2018 inclus et perd le bénéfice de tous ses résultats obtenus à partir du 26 mars 2016.

## Palmarès
- 2008
  -  Champion du Venezuela sur route espoirs
  - 8e étape du Tour du Táchira
  - 3e du championnat du Venezuela sur route
- 2010
  - 6e étape du Tour du Táchira
  - Clásico Virgen de la Consolación de Táriba :
    - Classement général
    - 2e et 3e étapes

  - Vuelta a Tovar :
    - Classement général
    - 1re, 2e et 4e étapes
- 2011
  - 10e étape du Tour du Táchira
- 2013
  - Tour de Santa Cruz de Mora :
    - Classement général
    - 1re étape

  - Vuelta a Tovar :
    - Classement général
    - 1re, 2e et 3e étapes

  - 3e du Tour du Venezuela
- 2014
  - 4e, 7e, 8e et 9e étapes du Tour du Táchira
  - 7e étape du Tour de Guadeloupe
  - Tour de Santa Cruz de Mora :
    - Classement général
    - 2e étape

  - 4e étape du Tour Lotería del Táchira
- 2015
  - Critérium des Quartiers du Lamentin :
    - Classement général
    - 3e étape

  - 2e étape du Grand Prix de la CANBT
  - 5e étape du Tour du Trujillo
  - 1re étape du Tour du Bramón
  - 3e du Tour du Trujillo
- 2020
  - 3e étape du Tour du Bramón
- 2023
  - 1re étape du Tour du Bramón

## Classements mondiaux
| Année            | 2008 | 2009 | 2010 | 2011 | 2012 | 2013 | 2014 | 2015 | 2016 | 2017 | 2018 | 2019 |
| ---------------- | ---- | ---- | ---- | ---- | ---- | ---- | ---- | ---- | ---- | ---- | ---- | ---- |
| UCI America Tour | 96e  |      | 95e  | 122e | 312e | 124e | 27e  | 193e | 260e |      | 480e | 557e |